# Kowaczewci (gmina)
Kowaczewci (bułg. Община Ковачевци) – gmina w zachodniej Bułgarii, w obwodzie Pernik.

## Miejscowości
Miejscowości wchodzące w skład gminy Kowaczewci:
- Czepino (bułg.: Чепино),
- Egyłnica (bułg.: Егълница),
- Kaliszte (bułg.: Калище),
- Kosacza (bułg.: Косача),
- Kowaczewci (bułg.: Ковачевци) – siedziba gminy,
- Łobosz (bułg.: Лобош),
- Rakiłowci (bułg.: Ракиловци),
- Sirisztnik (bułg.: Сирищник),
- Słatino (bułg.: Слатино),
- Swetla (bułg.: Светля).